# Grande Prémio Internacional de Torres Vedras-Troféu Joaquim Agostinho 2011
Il Grande Prémio Internacional de Torres Vedras-Troféu Joaquim Agostinho 2011, trentaquattresima edizione della corsa, si svolse dal 7 al 10 luglio 2011 su un percorso di 593 km ripartiti in 4 tappe, con partenza da Ramalhal e arrivo a Torres Vedras. Fu vinto dal portoghese Ricardo Mestre della Tavira davanti al suo connazionale Sérgio Ribeiro e allo spagnolo Alejandro Marque.

## Tappe
| Tappa  | Data      | Percorso                          | km  | Vincitore di tappa       | Leader cl. generale |
| ------ | --------- | --------------------------------- | --- | ------------------------ | ------------------- |
| 1ª     | 7 luglio  | Ramalhal > Sobral de Monte Agraço | 161 | Ricardo Mestre           | Ricardo Mestre      |
| 2ª     | 8 luglio  | Manique do Intendente > Carvoeira | 179 | Enrique Alonso Salgueiro | Ricardo Mestre      |
| 3ª     | 9 luglio  | Atouguia da Baleia > Lourinhã     | 153 | Sérgio Ribeiro           | Ricardo Mestre      |
| 4ª     | 10 luglio | Torres Vedras > Torres Vedras     | 100 | Raul Alarcon Garcia      | Ricardo Mestre      |
| Totale | Totale    | Totale                            | 593 |                          |                     |

## Dettagli delle tappe

### 1ª tappa
- 7 luglio: Ramalhal > Sobral de Monte Agraço – 161 km

| Pos. | Corridore        | Squadra    | Tempo    |
| ---- | ---------------- | ---------- | -------- |
| 1    | Ricardo Mestre   | Tavira     | 4h07'28" |
| 2    | Alejandro Marque | Onda       | a 1'16"  |
| 3    | Ian Bibby        | Motorpoint | a 1'18"  |

| Pos. | Corridore        | Squadra    | Tempo    |
| ---- | ---------------- | ---------- | -------- |
| 1    | Ricardo Mestre   | Tavira     | 4h07'15" |
| 2    | Alejandro Marque | Onda       | a 1'19"  |
| 3    | Ian Bibby        | Motorpoint | a 1'27"  |

### 2ª tappa
- 8 luglio: Manique do Intendente > Carvoeira – 179 km

| Pos. | Corridore                | Squadra       | Tempo    |
| ---- | ------------------------ | ------------- | -------- |
| 1    | Enrique Alonso Salgueiro |               | 4h34'36" |
| 2    | Sérgio Ribeiro           | Barbot-Efapel | s.t.     |
| 3    | André Cardoso            | Tavira        | s.t.     |

| Pos. | Corridore        | Squadra       | Tempo    |
| ---- | ---------------- | ------------- | -------- |
| 1    | Ricardo Mestre   | Tavira        | 8h41'51" |
| 2    | Sérgio Ribeiro   | Barbot-Efapel | a 1'28"  |
| 3    | Alejandro Marque | Onda          | a 1'29"  |

### 3ª tappa
- 9 luglio: Atouguia da Baleia > Lourinhã – 153 km

| Pos. | Corridore      | Squadra       | Tempo    |
| ---- | -------------- | ------------- | -------- |
| 1    | Sérgio Ribeiro | Barbot-Efapel | 3h53'58" |
| 2    | Ian Bibby      | Motorpoint    | a 2"     |
| 3    | Filipe Cardoso | Barbot-Efapel | a 6"     |

| Pos. | Corridore        | Squadra       | Tempo     |
| ---- | ---------------- | ------------- | --------- |
| 1    | Ricardo Mestre   | Tavira        | 12h36'01" |
| 2    | Sérgio Ribeiro   | Barbot-Efapel | a 1'06"   |
| 3    | Alejandro Marque | Onda          | a 1'26"   |

### 4ª tappa
- 10 luglio: Torres Vedras > Torres Vedras – 100 km

| Pos. | Corridore                   | Squadra       | Tempo    |
| ---- | --------------------------- | ------------- | -------- |
| 1    | Raul Alarcon Garcia         | Barbot-Efapel | 2h41'59" |
| 2    | Sérgio Ribeiro              | Barbot-Efapel | a 40"    |
| 3    | Celestino Duarte Dias Pinho |               | s.t.     |

| Pos. | Corridore        | Squadra       | Tempo     |
| ---- | ---------------- | ------------- | --------- |
| 1    | Ricardo Mestre   | Tavira        | 15h18'40" |
| 2    | Sérgio Ribeiro   | Barbot-Efapel | a 1'00"   |
| 3    | Alejandro Marque | Onda          | a 1'25"   |

## Classifiche finali

### Classifica generale
| Pos. | Corridore             | Squadra                     | Tempo     |
| ---- | --------------------- | --------------------------- | --------- |
| 1    | Ricardo Mestre        | Tavira                      | 15h18'40" |
| 2    | Sérgio Ribeiro        | Barbot-Efapel               | a 1'00"   |
| 3    | Alejandro Marque      | Onda                        | a 1'25"   |
| 4    | David Belda           | Burgos 2016-Castilla y Leon | a 1'29"   |
| 5    | Sergei Chernetski     |                             | s.t.      |
| 6    | Ricardo García Ambroa | Orbea Continental           | a 1'31"   |
| 7    | André Cardoso         | Tavira                      | a 1'32"   |
| 8    | Ricardo Vilela        | Onda                        | a 1'34"   |
| 9    | Hernani Broco         | LA-Antarte                  | a 1'41"   |
| 10   | Esteban Plaza Mira    |                             | a 2'12"   |